# Valoren
Valoren (Plural) (lateinisch valor, „Wert, Geltung“) ist die Sammelbezeichnung für alle Wertsachen wie Schmuck, Bargeld, Schecks, Wertpapiere oder Edelmetalle.
Versicherungstechnisch wird unterschieden zwischen Valoren erster und zweiter Klasse.
Zu Valoren I. Klasse zählen: Aktien, Wertpapiere, Frachtbriefe, Hypothekenbriefe, Pfandbriefe, Sparbücher;
Zu Valoren II. Klasse zählen: Bargeld, Dividendenscheine, Fahrkarten, Edelmetall und Schmuck.
Der Versand von Valoren unterliegt typischerweise Einschränkungen bezüglich des Versicherungsschutzes. 
Eine Reihe von Versicherungen bieten darum sogenannte Valorenversicherungen an. 
Diese versichern Valoren gegen den Verlust und Diebstahl beim Versand oder Transport.

## Wert-Begrenzungen
Im nationalen Versand PAKET und EXPRESS über DHL sind Valoren der Klasse II nur gestattet und versichert, wenn der Wert pro Sendung unter 500 Euro liegt und nur eine Sendung pro Tag zwischen demselben Absender und Empfänger aufgegeben wird. (vgl. Wertbrief).
Bei einem Versand durch DHL sind Pakete mit einem Wert über 25.000 Euro generell vom Versand ausgeschlossen.
Bei DPD ist der Versand von Paketen einiger Valoren beider Klassen ausgeschlossen und dadurch nicht versichert. Andere Valoren sind nur zulässig, solange ihr Wert 520 Euro je Paket nicht überschreitet.